# Parabole de la perle

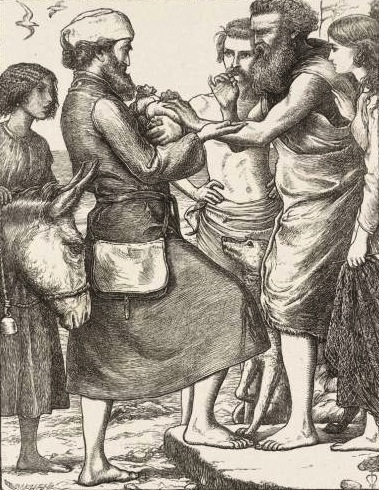
Gravure de John Everett Millais illustrant la parabole de la Perle.

La parabole de la perle est une parabole que Jésus utilise pour expliquer la valeur du Royaume des cieux, comme la parabole du trésor caché qui la précède immédiatement.

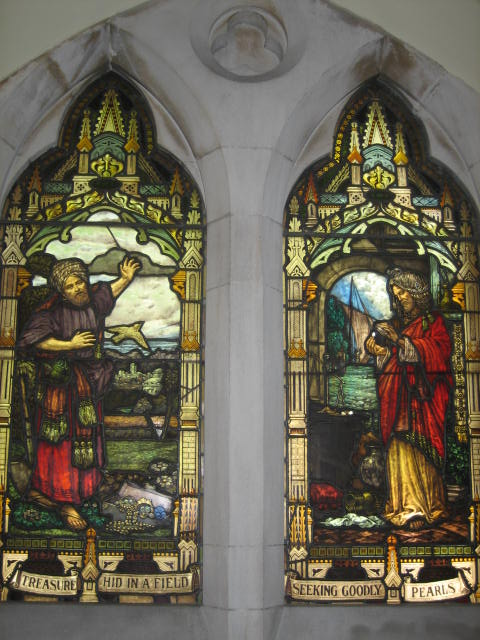
La Parabole du trésor caché (à gauche) mise à côté de la Parabole de la perle (à droite) sur un vitrail de l'Église des Écossais de Melbourne.

## Texte
« Le Royaume des cieux est encore semblable à un marchand qui cherche de belles perles.
Il a trouvé une perle de grand prix ; et il est allé vendre tout ce qu'il avait, et l'a achetée. »

— Évangile selon Matthieu, 13:45-46 (version Louis Segond).

« Le Royaume du Père est comparable à un marchand qui possédait une cargaison de marchandises. Il trouva une perle. Le marchand était un sage : il vendit toute sa cargaison et acheta la perle. Vous aussi, préoccupez-vous du trésor non périssable ; celui qui demeure là où la mite n’approche pas, là où le ver ne ronge pas. »

— Évangile selon Thomas, logion 76.

## Interprétation
L'archévêque Jean Chrysostome compare la perle de la parabole aux Évangiles : « Vous voyez donc, mes frères, que la parole et la vérité évangélique est cachée dans ce monde comme un trésor et que tous les biens y sont renfermés... Cette perle unique est la vérité qui est une et ne se divise point. Celui qui a trouvé cette perle précieuse sait bien qu’il est riche, mais sa richesse échappe aux autres, parce qu’il la cache, et qu’il peut tenir dans sa main ce qui le fait riche. Il en est de même de la parole et de la vérité évangélique. Celui qui l’a embrassée avec foi, et qui la renferme dans son cœur comme son trésor, sait bien qu’il est riche; mais les infidèles ne connaissent point ce trésor, et ils nous croient pauvres parmi ces richesses » . Le docteur de l'Église ponctue son homélie en spécifiant qu'il faut bel et bien suivre les valeurs du Christ et se comporter en suivant les vertus.

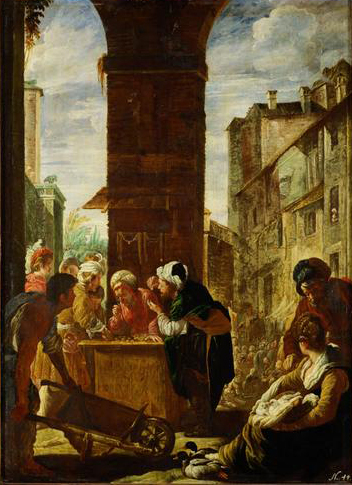
La Perle d'un grand prix, par Domenico Fetti, XVIIe siècle.